# Rumunský karpatský ovčák
Rumunský karpatský ovčák (rumunsky Ciobănesc Românesc Carpatin, anglicky Carpathian Shepherd Dog) je velké pastevecké psí plemeno pocházející z rumunských Karpat. Využívá se i jako společenský pes a je uznáno Mezinárodní kynologickou federací (FCI) pod číslem 350.
Je jedním ze tří rumunských ovčáckých plemen uznaných FCI: dalšími jsou Rumunský ovčák z Bukoviny a mioritic. Všechna jsou poměrně vzácná.

## Historie
Rumunský karpatský ovčák byl vyšlechtěn z místních psů z vyloučených oblastí karpatsko-dunajské oblasti. Cílem šlechtění nebyl určitý exteriér, nýbrž povahové vlastnosti, především pak vlohy pro hlídání stád i před velkými predátory, jako jsou vlci nebo rysové. V roce 1934 byl sepsán a publikován první standard, později byl několikrát rumunskou kynologickou organizací změněn.
V Česku chov rumunských karpatských ovčáků zastřešuje Pannonia klub. K únoru 2019 byla registrována jediná chovatelská stanice.

## Popis
Tito velcí pastevečtí psi jsou obdélníkového rámce, v kohoutku měří mezi 65–73 cm (psi) a 59–67 cm (feny). Váha dospělých psů by měla odpovídat jejich velikosti. Povolené zbarvení je vlkošedé v různých odstínech, možné jsou i bílé znaky, které by ale neměly dominovat.